# Jay Duplass
Jay Duplass, né le 7 mars 1973 à La Nouvelle-Orléans, en Louisiane, est un réalisateur, acteur, scénariste, producteur et auteur américain.

## Biographie

### Famille
Jay Duplass est le frère aîné du réalisateur, musicien et producteur Mark Duplass.

## Filmographie partielle

### Comme réalisateur

#### À la télévision
- 2015 : Togetherness (série télévisée, 15 épisodes, 2015-2016)
- 2017 : Room 104

#### Au cinéma
- 2002 : The New Brad
- 2003 : This Is John
- 2004 : Scrapple
- 2005 : The Puffy Chair (en)
- 2005 : The Intervention
- 2008 : Baghead
- 2010 : Cyrus
- 2011 : Slacker 2011
- 2011 : Jeff, Who Lives at Home
- 2011 : Kevin
- 2012 : The Do-Deca-Pentathlon (en)
- 2023 : L'Affaire de la mutinerie du Caine (The Caine Mutiny Court-Martial) de William Friedkin
- 2023 : Marchands de douleur (Pain Hustlers) de David Yates

### Comme acteur

#### À la télévision
- 2012 : The Mindy Project (série télévisée) : Duncan (11 épisodes, 2012-2016)
- 2014 : Transparent (série télévisée) : Josh Pfefferman (31 épisodes, 2014-2016)
- 2016 : Animals (série télévisée) : Dennis (2 épisodes)
- 2021 : Directrice : Professeur Bill Dobson
- 2022 : Industry : Jesse Bloom (7 épisodes)
- 2024 : Percy Jackson et les Olympiens : Hadès, dieu des Enfers
- 2025 : Dying for Sex : Steve

#### Au cinéma
- 1996 : Connect 5 : Duplass, L. Jay
- 2008 : Nights and Weekends : le frère de James
- 2011 : Slacker 2011 : Boyfriend
- 2015 : Manson Family Vacation (en) : Nick
- 2015 : La Face cachée de Margo (Paper Towns) : le professeur d'anglais
- 2016 : Rainbow Time (en) : Adam
- 2017 : Beatriz at Dinner
- 2016 : The Philosophy of Phil : Malcolm
- 2017 : Landline : Ben
- 2017 : Outside in (en) : Chris
- 2017 : Beatriz at Dinner de Miguel Arteta : Alex
- 2018 : Prospect : Damon
- 2020 : Horse Girl de Jeff Baena : Ethan
- 2023 : Marchands de douleur (Pain Hustlers) de David Yates